# Ruinele Bisericii Sfântul Paul din Macao
Ruinele Bisericii „Sf. Paul” (în chineză: 大三巴牌坊; în cantoneză: daaih sāam bā pàaihfōng) sunt ruinele unui complex religios romano-catolic din cartierul Santo António al orașului Macau (China). Complexul era format din Colegiul „Sf. Paul” și Biserica „Sf. Paul”, cunoscută, de asemenea, sub numele de „Mater Dei”, o biserică iezuită din secolul al XVII-lea, cu hramul „Sfântul Apostol Paul”. Astăzi aceste ruine sunt unele dintre cele mai cunoscute repere ale orașului Macao. Biserica este menționată adesea, în mod incorect, ca fiind o fostă catedrală, statut pe care nu l-a avut niciodată. În 2005 ruinele Bisericii „Sf. Paul” au fost incluse oficial în Centrul Istoric din Macao, un loc din patrimoniul mondial al UNESCO.

## Istoric

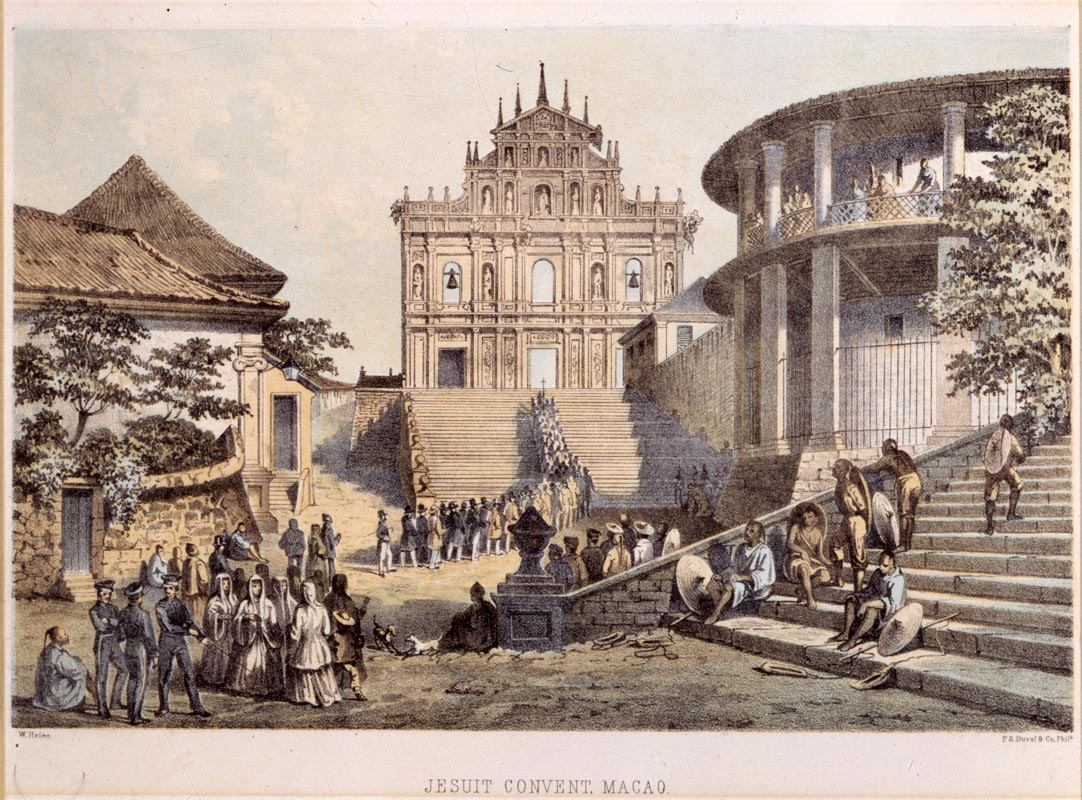
Fațada Bisericii „Sf. Paul”, de Wilhelm Heine, 1854

Construită în perioada 1602-1640 de către iezuiți, Biserica „Sf. Paul” a fost una dintre cele mai mari biserici catolice din Asia la acea vreme. Odată cu declinul importanței coloniei Macao, care a fost depășit de Hong Kong ca principal port din delta Râului Perlei, veniturile ordinului iezuit s-au diminuat. Călugării ordinului iezuit au fost alungați în 1762, iar biserica a fost transformată în cazarmă și a ars într-un incendiu, produs în timpul unui taifun din 26 ianuarie 1835. Fortaleza do Monte domină ruinele. Se crede că arhitectul Carlo Spinola ar fi fost inspirat în proiectarea fațadei de Francesco Melzi sau de arhitectul Giacomo della Porta, care a proiectat fațada Bisericii „Il Gesù” din Roma.

## Caracteristici

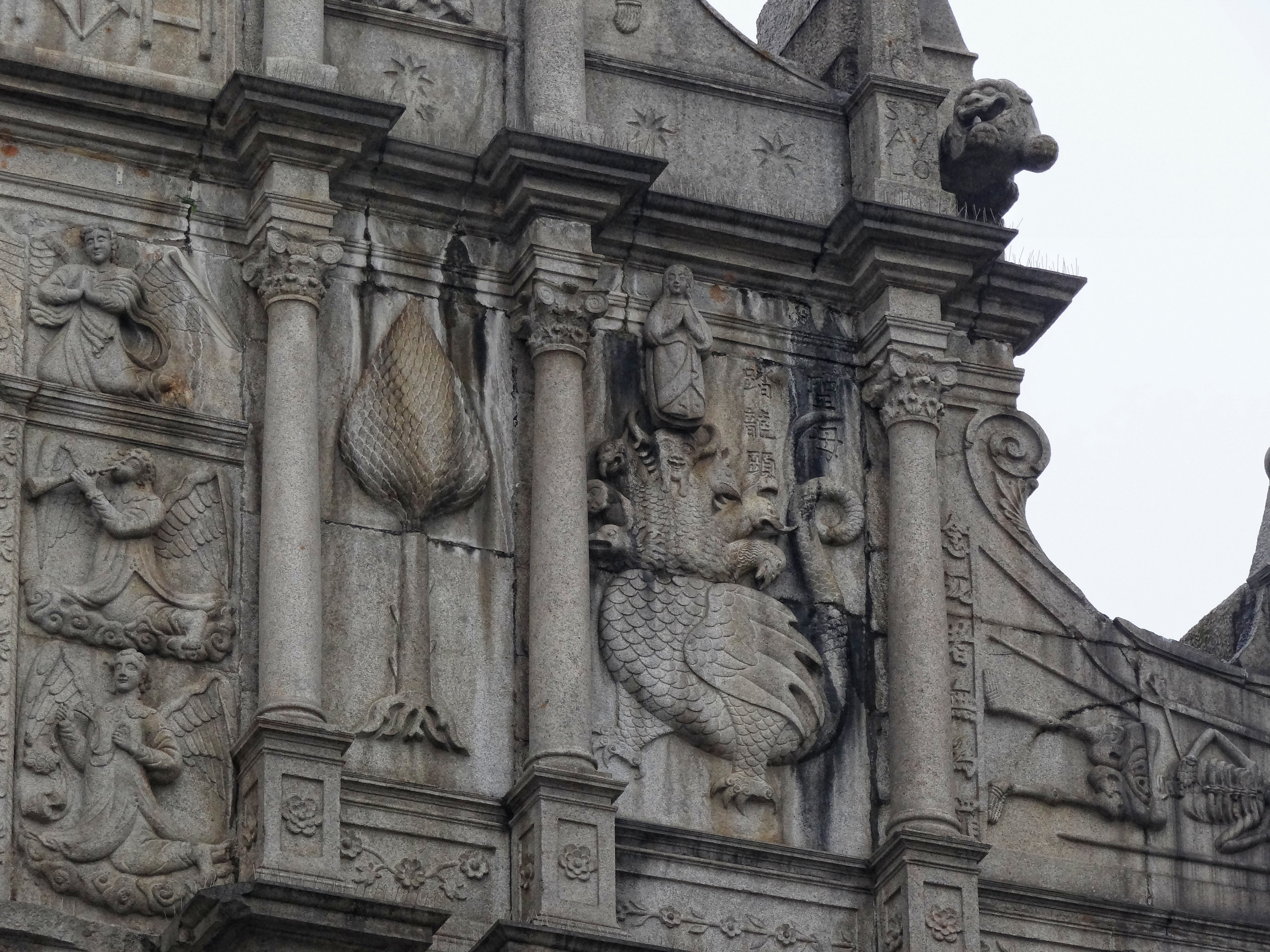
Sf. Fecioară Maria călcând peste hidra cu șapte capete.

Ruinele sunt formate acum din fațada sudică de piatră — cioplită cu minuțiozitate între 1620 și 1627 de creștinii japonezi exilați din patria lor și de meșteri locali, după indicațiile călugărului iezuit italian Carlo Spinola — și criptele iezuiților care au ctitorit și întreținut biserica. Fațada se află pe un mic deal, având 68 de trepte de piatră care duc la ea. Sculpturile includ imagini iezuite cu teme orientale, cum ar fi Sf. Fecioară Maria călcând pe hidra cu cele șapte capete, cu o inscripție cu caractere chinezești care o prezintă ca „Maica Sfântă care zdrobește capetele dragonului”. Alte câteva sculpturi îi reprezintă pe fondatorii ordinului iezuit, învingerea Morții de către Isus Cristos și, în partea de sus, un porumbel cu aripile desfăcute care simbolizează Sfântul Duh.

## Conservare
Ruinele bisericii au fost excavate din 1990 până în 1995, sub auspiciile Institutului Cultural din Macao, cu scopul de a fi studiat trecutul istoric al acesteia. Cripta și fundațiile au fost descoperite, dezvăluind planul arhitectural al clădirii. Au fost găsite numeroase artefacte religioase, precum și rămășițele pământești ale creștinilor chinezi martiri și ale clerului monahal, inclusiv ale fondatorului colegiului iezuit din Macao, preotul Alessandro Valignano.
Ruinele au fost restaurate de către guvernul din Macao și transportate într-un muzeu, iar fațada este acum susținută cu beton și oțel într-un mod care păstrează integritatea estetică a fațadei. O scară de oțel permite turiștilor să urce în partea de sus a spatelui fațadei.

## Imagini

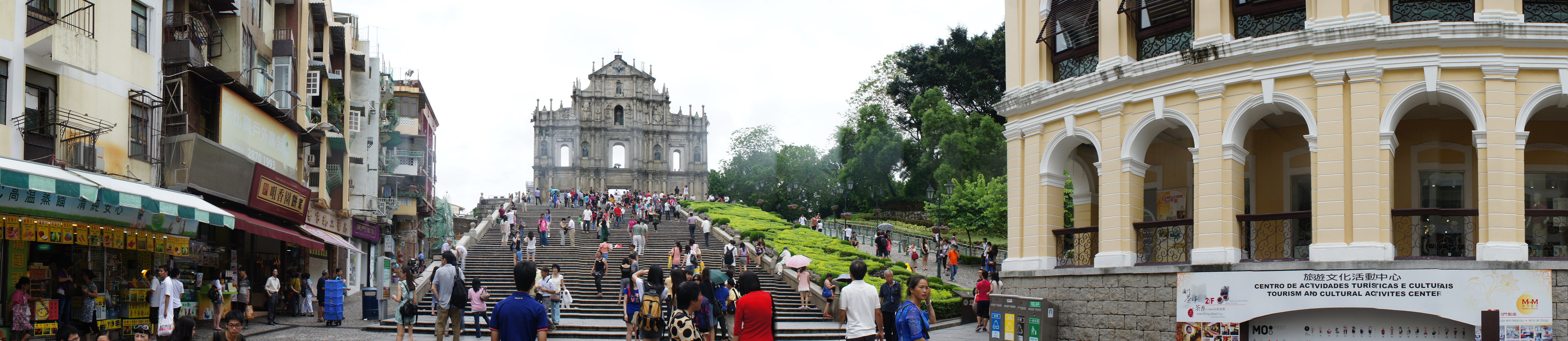
Panorama ruinelor Bisericii „Sf. Paul”, cu vedere la fațada sudică.
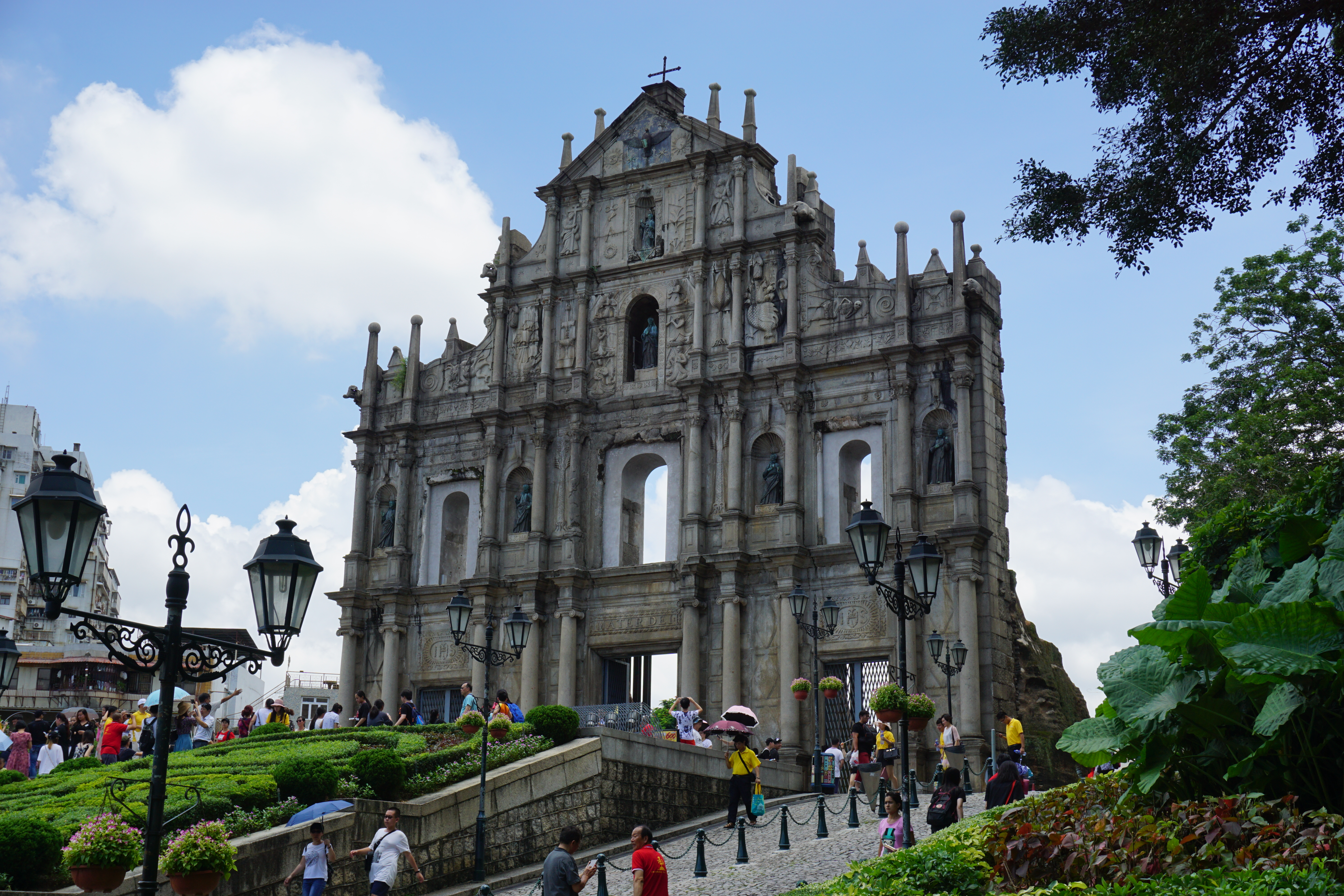
Ruinele Bisericii „Sf. Paul” din Macao
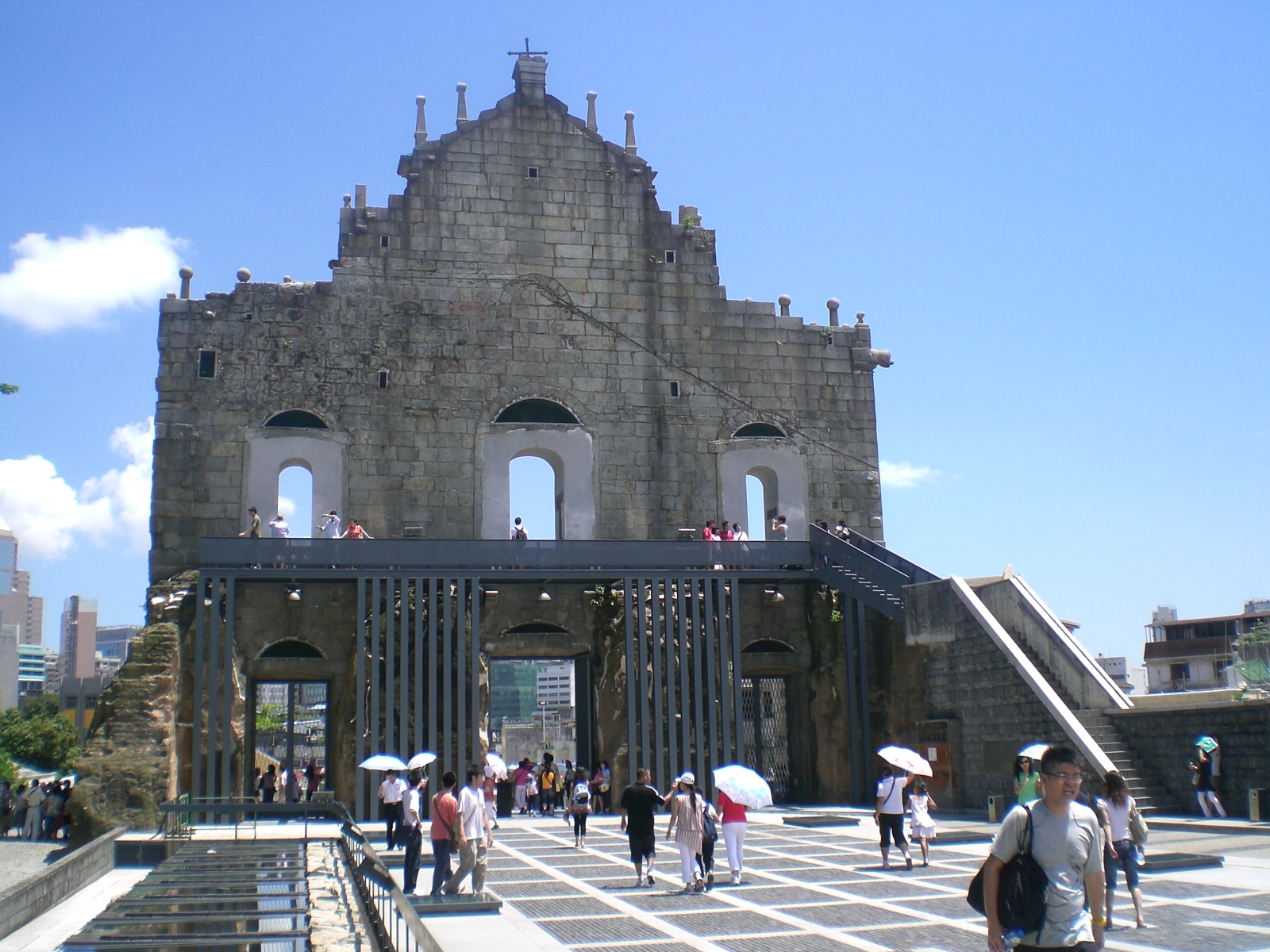
În spatele fațadei se află resturile coloanelor originale și ale unui altar.